# Cryptantha globulifera
Cryptantha globulifera là loài thực vật có hoa trong họ Mồ hôi. Loài này được (Clos) Reiche mô tả khoa học đầu tiên năm 1907.